# Abyssotheres acesticola
Abyssotheres acesticola is een krabbensoort uit de familie van de Pinnotheridae. De wetenschappelijke naam van de soort is voor het eerst geldig gepubliceerd in 2009 door Komatsu & Ohtsuka.